# Maarten Ducrot
Maarten Ducrot (Vlissingen, 8 d'abril de 1958) va ser un ciclista neerlandès, que fou professional entre 1985 i 1991. El seu major èxit esportiu fou l'aconseguit al Tour de França de 1985, en què guanyà una etapa i el premi de la combativitat.
A finals de 1999, al programa de televisió neerlandès Reporter, va admetre, junt a Steven Rooks i Peter Winnen haver-se dopat durant la seva carrera.

## Palmarès
- 1982
  -  Campió del món de 100 km CRE (amb Frits van Bindsbergen, Gerrit Solleveld i Gerard Schipper)
- 1985
  - 1r a la Profronde van Wateringen
  - Vencedor d'una etapa del Tour de França i 1r del Premi de la Combativitat
- 1986
  - 1r a Tegelen
  - Vencedor d'una etapa de la Dauphiné Libéré
  - Vencedor d'una etapa del Tour de Romandia
- 1987
  - 1r al Premi de Kamerik
- 1988
  - 1r al Gran Premi de la Liberté Fribourg
- 1990
  - 1r a la Profronde van Oostvoorne

### Resultats al Tour de França
- 1985. 84è de la classificació general. Vencedor d'una etapa.  1r del Premi de la Combativitat
- 1986. 81è de la classificació general
- 1987. Abandona (a etapa)
- 1989. 39è de la classificació general
- 1990. 86è de la classificació general

### Resultats a la Volta a Espanya
- 1991. 113è de la classificació general